# Deutsche Kurrentschrift

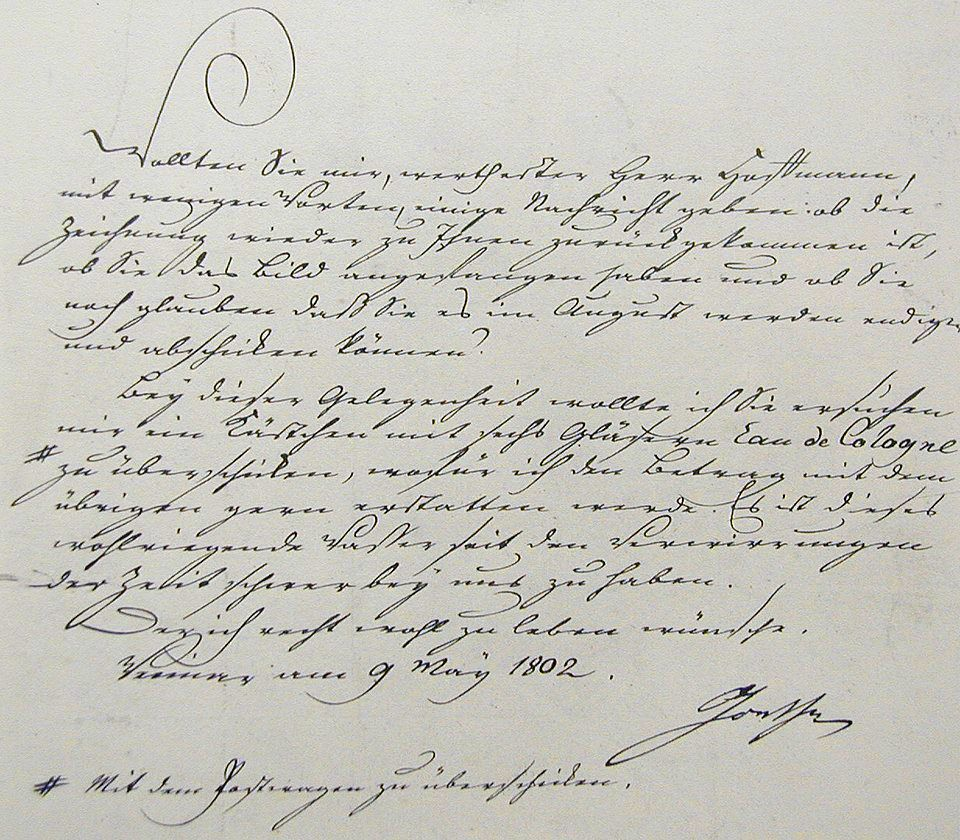
Brief Goethes (1802)

Alphabet der Kurrentschrift, um 1865 (die vorletzte Zeile zeigt Umlaute, die letzte Zeile zeigt Ligaturen:
ch, ck, th, sch (ſch), ß (ſz) und st (ſt))

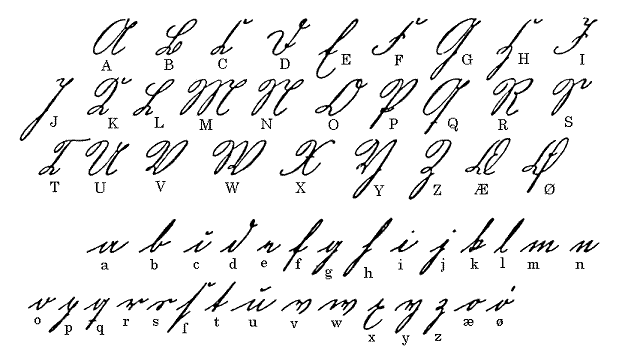
Gotisk skrift (dänische Kurrent) um 1800, mit Æ und Ø am Ende des Alphabets

Die deutsche Kurrentschrift (lateinisch currere „laufen“), auch und insbesondere im Ausland nur als Kurrent bezeichnet, ist eine Schreibschrift. Sie war etwa seit Beginn der Neuzeit bis in die Mitte des 20. Jahrhunderts (in der Schweiz bis Anfang des 20. Jahrhunderts) die allgemeine Verkehrsschrift im gesamten deutschen Sprachraum. Sie wird auch deutsche Schreibschrift oder deutsche Schrift genannt. Der Begriff „deutsche Schrift“ kann sich jedoch auch auf bestimmte gebrochene Satzschriften beziehen.
Paläografisch gehört die deutsche Kurrentschrift zu den gebrochenen Schriften (Kanzleibastarda). Sie unterscheidet sich durch spitze Winkel („Spitzschrift“) von der runden, „lateinischen“ Schrift – wenngleich aber auch die Kurrent viele Rundungen aufweist. Mit geringen Abwandlungen wurde sie auch in Skandinavien – in Dänemark und Norwegen als „Gotisk skrift“ bezeichnet – bis 1875 verwendet.
Die deutsche Kurrentschrift wurde typischerweise ursprünglich mit einem Federkiel, später dann auch mit einer Bandzugfeder geschrieben, was zu richtungsabhängigen Änderungen der Strichstärke (Strichkontrast) im Schriftbild führte. Seit dem 19. Jahrhundert wurde sie auch mit einer Spitzfeder geschrieben, was druckabhängig an- und abschwellende Linien erzeugte.
Eine im 20. Jahrhundert als Ausgangsschrift für den Schulunterricht in Deutschland eingeführte Variante der deutschen Kurrentschrift ist die Sütterlinschrift, die zum Schreiben mit der Gleichzugfeder mit einer gleichmäßigen Strichstärke entwickelt wurde.
Seit der Mitte des 20. Jahrhunderts, vor allem nach ihrer Abschaffung in den Schulen im Jahr 1941 durch den Normalschrifterlass der Nationalsozialisten, wurde die deutsche Kurrentschrift (einschließlich ihrer Sütterlin-Variante) immer weniger verwendet. Historiker und Wissenschaftler anderer Disziplinen sowie genealogisch Interessierte müssen sie beherrschen, um in deutscher Kurrentschrift verfasste Dokumente lesen zu können.

## Geschichte

### Entwicklung (16.–19. Jahrhundert)

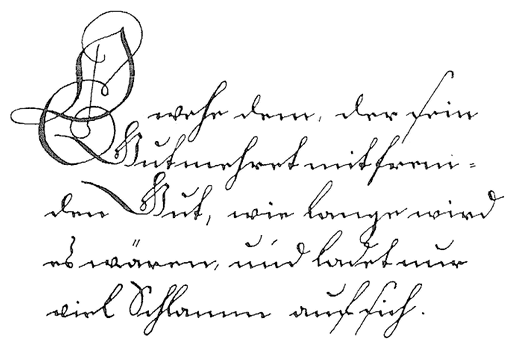
Schriftbeispiel von Hilmar Curas, 1714

Die deutsche Kurrentschrift entwickelte sich im frühen 16. Jahrhundert aus der Kanzleibastarda.
Einflussreich für ihre Entwicklung im 17. und 18. Jahrhundert waren die Nürnberger und die sächsische Schreibschule. In Preußen wurde erstmals 1714 durch einen Erlass an den Schulen eine Normschrift eingeführt, die auf den Berliner Lehrer Hilmar Curas (Joachimsthalsches Gymnasium) zurückgehen soll. Ihre spitzen, nach rechts geneigten Formen, die Rundungen weitestgehend vermieden, bürgerten sich auch in anderen deutschen Territorien ein. Somit wurde eine schulische Ausgangsschrift weit über die Grenzen Preußens hinaus prägend für die Entwicklung der Kurrentschrift.
Im 19. Jahrhundert wurde die Schrift durch die Einführung der metallenen Spitzfeder weiter beeinflusst. Diese Feder zwingt die Hand zu einer bestimmten Schreibhaltung. Der Neigungswinkel der Schrift wurde dadurch schräger, bis hin zu 45 Grad. Eine derartige Schräglage hatte es in den Jahrhunderten zuvor nicht gegeben.

### Räumliche Verbreitung

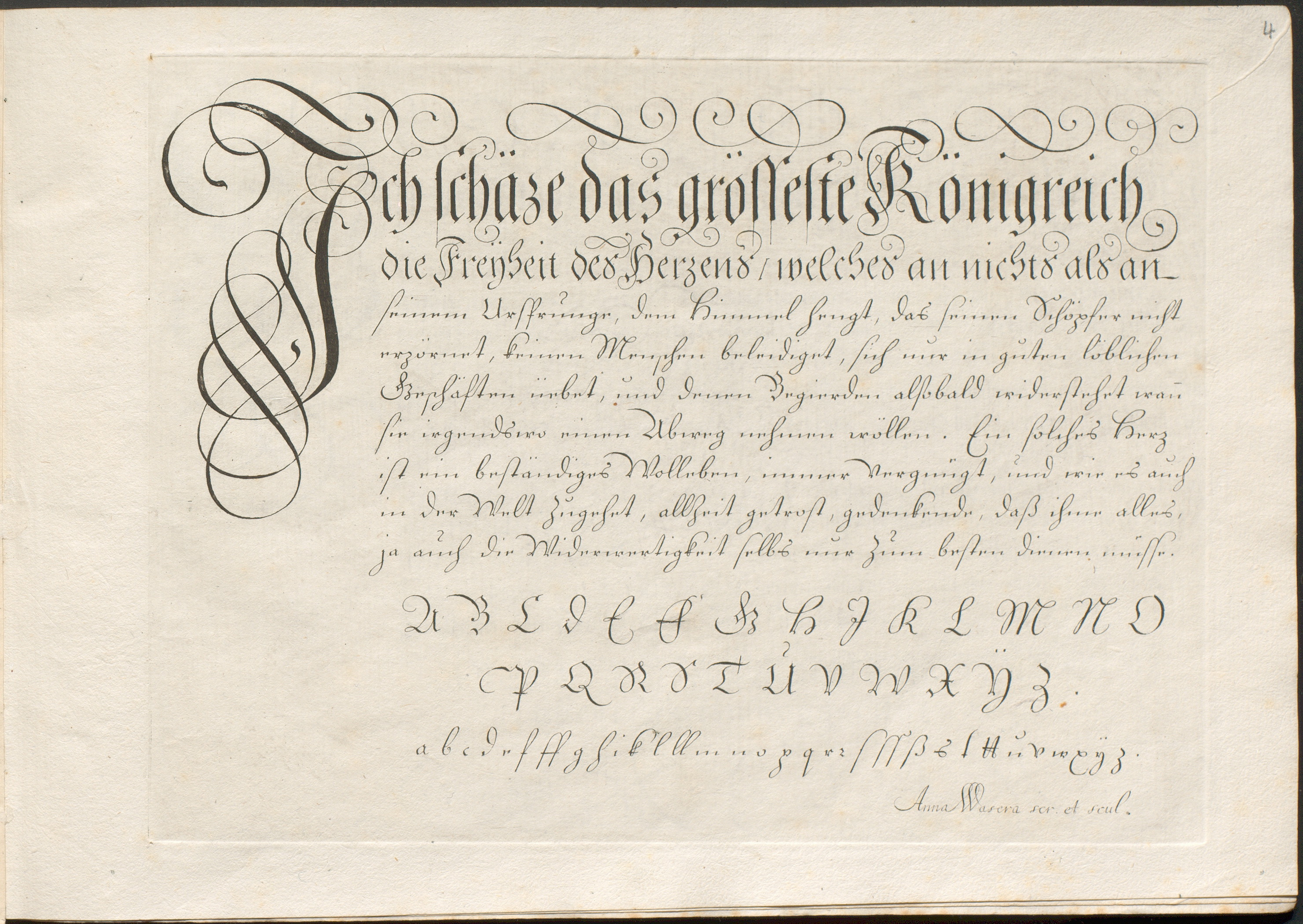
Anna Waser: Schreibüebung, Zürich 1708 (Kupferstich; Transkription in den Bildinformationen)

Die deutsche Kurrentschrift etablierte sich ab dem 16. Jahrhundert als die übliche Verkehrsschrift im gesamten deutschen Sprachraum. Insbesondere in Österreich etablierte sich Kurrent auch als Amts- und Protokollschrift. In der Schweiz war Kurrent bis zum Anfang des 20. Jahrhunderts als Verkehrs-, Amts- und Protokollschrift gebräuchlich. Außer im deutschsprachigen Raum etablierte sich die Kurrentschrift auch in anderen nichtromanischen Sprachräumen, etwa im Dänischen, Norwegischen oder Tschechischen.
Kurrent wurde hauptsächlich für Texte in der jeweiligen eigenen Sprache, also im deutschsprachigen Raum für deutsche Texte, verwendet. Analog zur parallelen Verwendung von Antiqua und Fraktur in der gedruckten Schrift verwendete man im deutschen Sprachraum in handgeschriebenen Texten für bestimmte Einsatzgebiete – wie etwa Überschriften, Eigennamen, Fremdsprachen oder für die Briefkorrespondenz mit Ausländern – parallel zur deutschen Kurrentschrift die lateinische Schreibschrift. Gebildete Schreiber beherrschten und verwendeten also zwei verschiedene Schreibschriften.

### Im 20. und 21. Jahrhundert

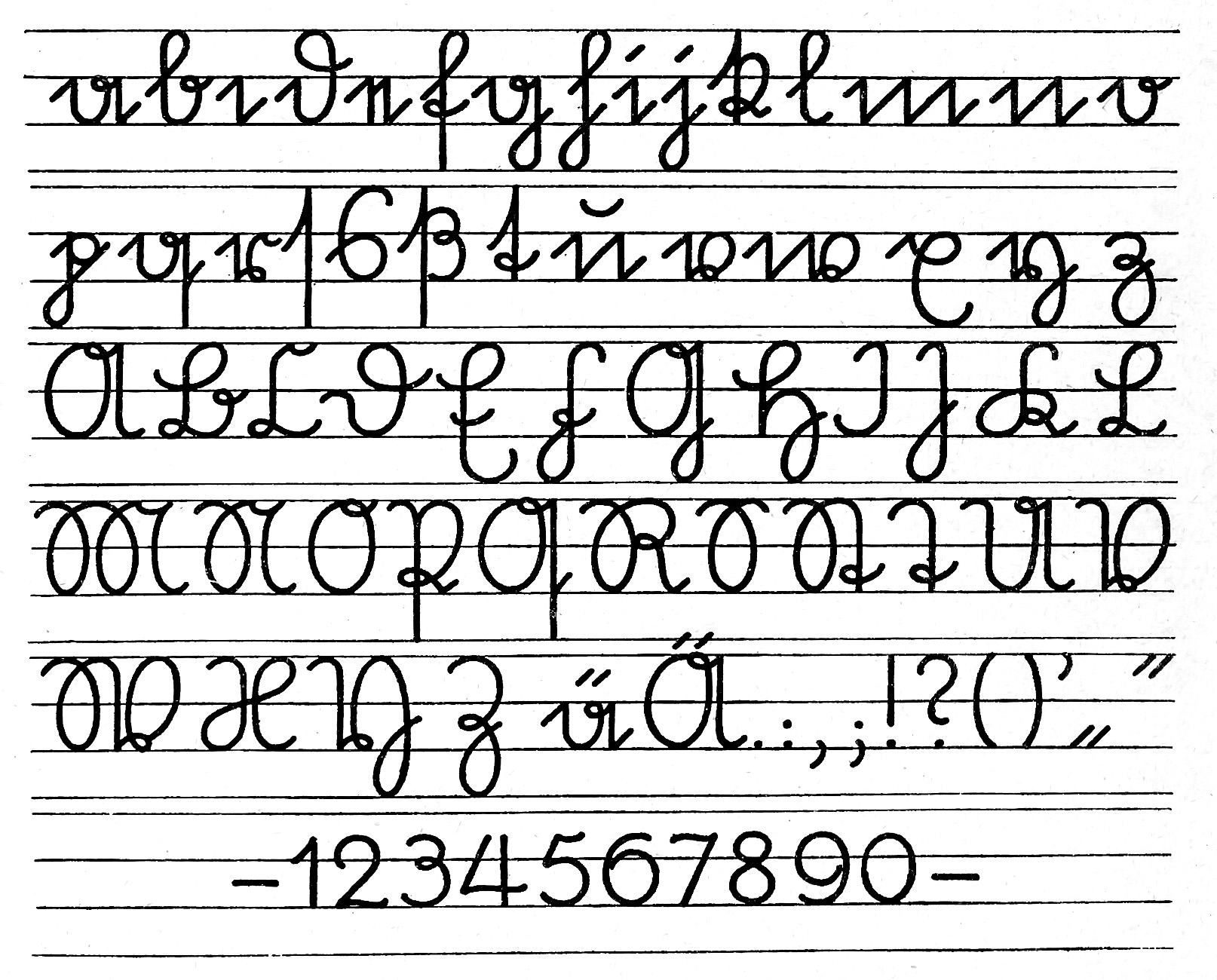
Deutsche Ausgangsschrift (1915–1941), umgangssprachlich die „Sütterlinschrift“

Ab 1911 wurde in Preußen eine Veränderung und Normierung der deutschen Kurrentschrift durch den Grafiker Ludwig Sütterlin eingeleitet. Er entwickelte 1911 zwei Ausgangsschriften für den Schulgebrauch: eine deutsche und eine lateinische Schreibschrift. Die Sütterlinschrift wurde in Deutschland forciert eingeführt, da sie graphisch einfacher zu formen ist als die bis dahin übliche Variante der deutschen Kurrentschrift. Daraufhin kam der Begriff Kurrent in Deutschland außer Gebrauch. Die deutsche Sütterlinschrift hielt zwischen 1915 und der Zeit des Nationalsozialismus nach und nach in deutschen Schulen Einzug, nicht jedoch in Österreichs Schulen; dort schrieb man weiterhin in der traditionellen Kurrentschrift.
Im Jahr 1941 wurden im Deutschen Reich die gebrochenen und deutschen Schriften zugunsten der lateinischen Schrift abgeschafft. Durch Martin Bormanns Erlass vom 3. Januar 1941 wurde zunächst angeordnet, dass Bücher und Zeitschriften künftig nur noch in Antiqua statt wie bisher in Fraktur zu drucken waren. Am 1. September 1941 ordnete das Reichsministerium für Wissenschaft, Erziehung und Volksbildung mit dem Normalschrifterlass eine Neuregelung des Schreibunterrichts in den Schulen an. Mit der „deutschen Normalschrift“ kam eine Form der lateinischen Schreibschrift zum Einsatz, die auf Sütterlins lateinisches Alphabet zurückgeht. Von 1942 bis 1945 durfte an den deutschen Schulen nur noch die „deutsche Normalschrift“ verwendet und gelehrt werden. Nach 1945 wurde – teilweise bis in die 1970er und 1980er Jahre – an west- und ostdeutschen Schulen die deutsche Schrift – häufig, aber nicht immer in der Sütterlinschen Form – neben der lateinischen Ausgangsschrift zusätzlich gelehrt, aber praktisch kaum noch verwendet.
Noch bis ins späte 20. Jahrhundert wurden in der Mathematik und der Physik oft Klein- oder Großbuchstaben der Kurrentschrift zur Bezeichnung von Vektoren und komplexen Zahlen sowie Großbuchstaben dieser Schrift zur Bezeichnung von Matrizen oder Tensoren zweiter Stufe verwendet.
Der 1918 gegründete Bund für deutsche Schrift und Sprache setzt sich bis in die Gegenwart (2025) für die Pflege und Erhaltung der deutschen Schriften ein.

## Merkmale
Die deutsche Kurrentschrift ist rechtsschräg und hat Schleifen an den Oberlängen. Die Schäfte der Buchstaben f und ſ sind, wie bei den älteren Kanzleibastarden, nach unten verlängert. Zahlreiche Buchstaben sind in einem einzigen Federzug geschrieben. Die Buchstaben h und z haben durchgezogene Schleifen an den Unterbögen. Das e hat eine eigene, charakteristische Form, die an das n erinnert. Aus dieser Form des e sind historisch die Umlaut-Punkte im deutschen Alphabet entstanden.
Da die Buchstaben n und u ansonsten gleich aussehen, wird zur Unterscheidung über das u ein Bogen gezeichnet. Ein gerader Strich über einem n oder m ist ein Reduplikationsstrich, der die Verdoppelung des Konsonanten anzeigt.

b B
f F
ſ s S
h H
z Z
e E
n N
u U

## Schriftbeispiele

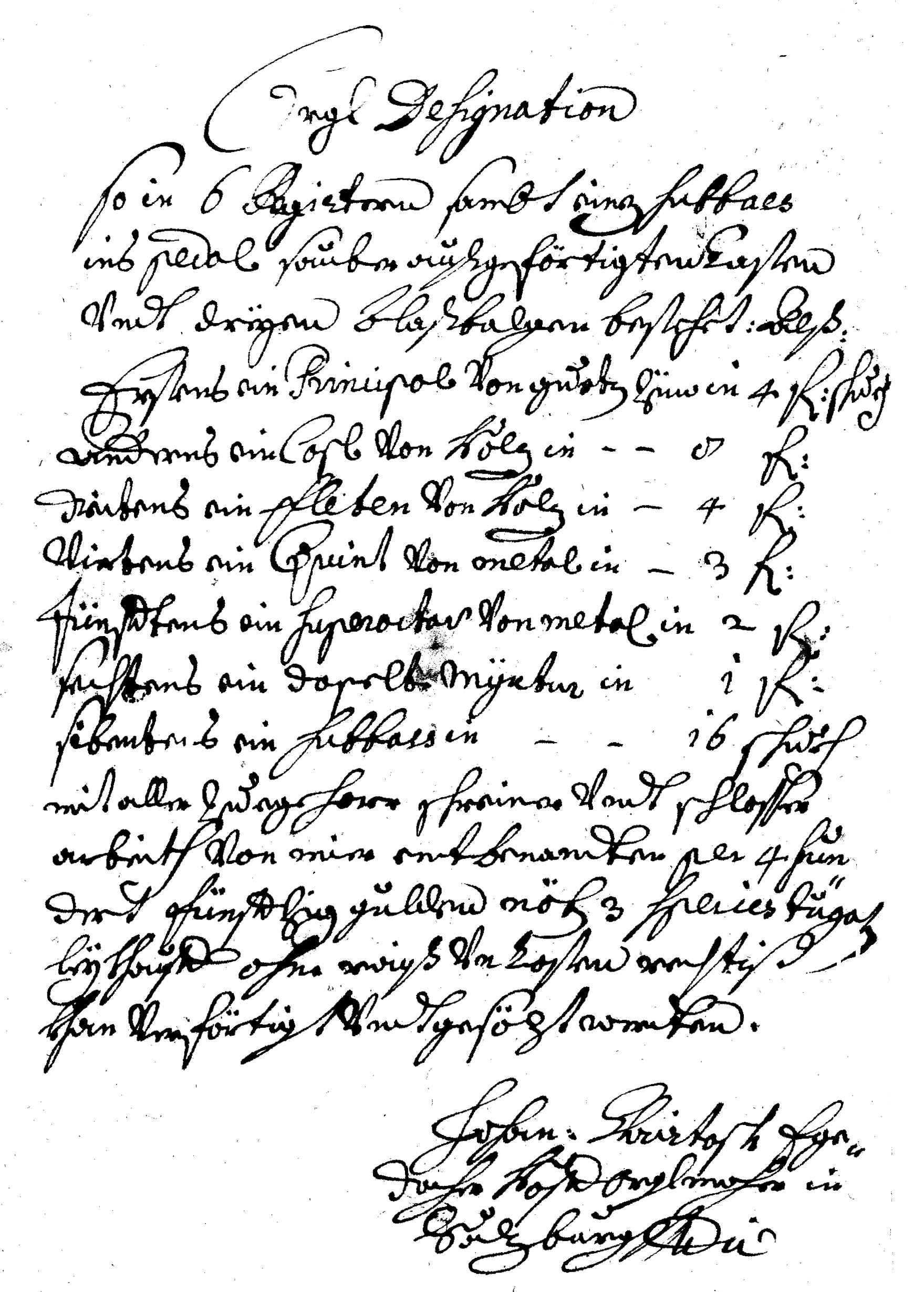
Johann Christoph Egedacher: Kostenvoranschlag für eine Orgel für Maria Kirchental, 1716,[8] mit Fremdwörtern in lateinischer Schrift
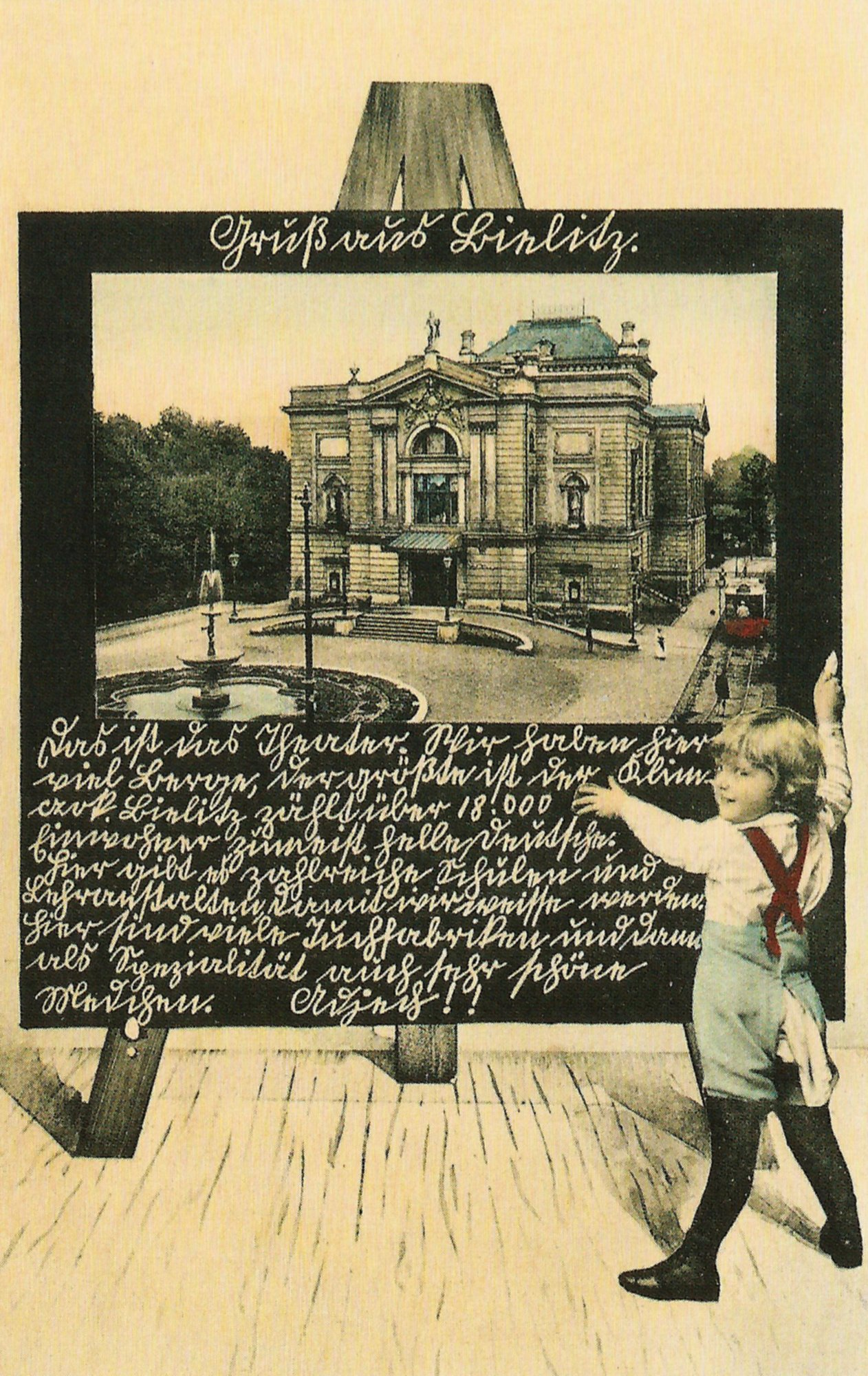
Postkarte Gruß aus Bielitz (Junge vor Schultafel, um 1905. Der Name des Berges Klimczok ist am Anfang der 3. Zeile mit lateinischem „cz“ wiedergegeben.)
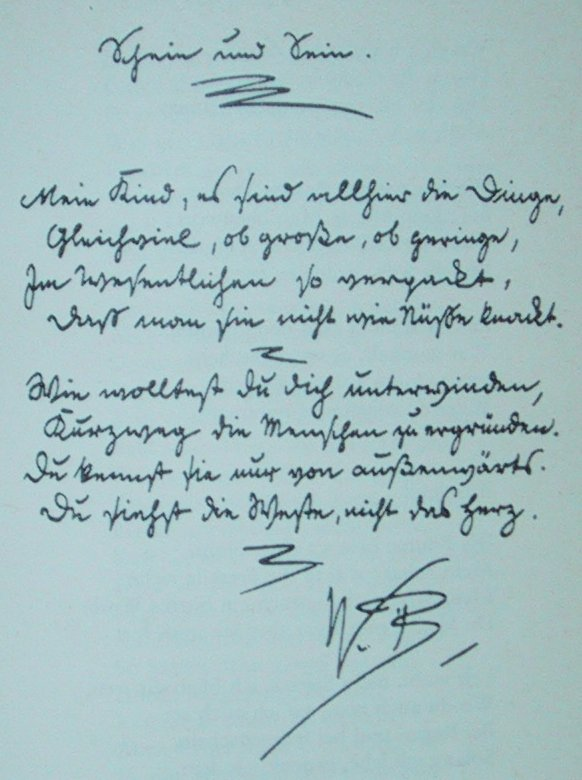
Autograph von Wilhelm Busch (undatiert, etwa Ende 19. Jahrhundert)
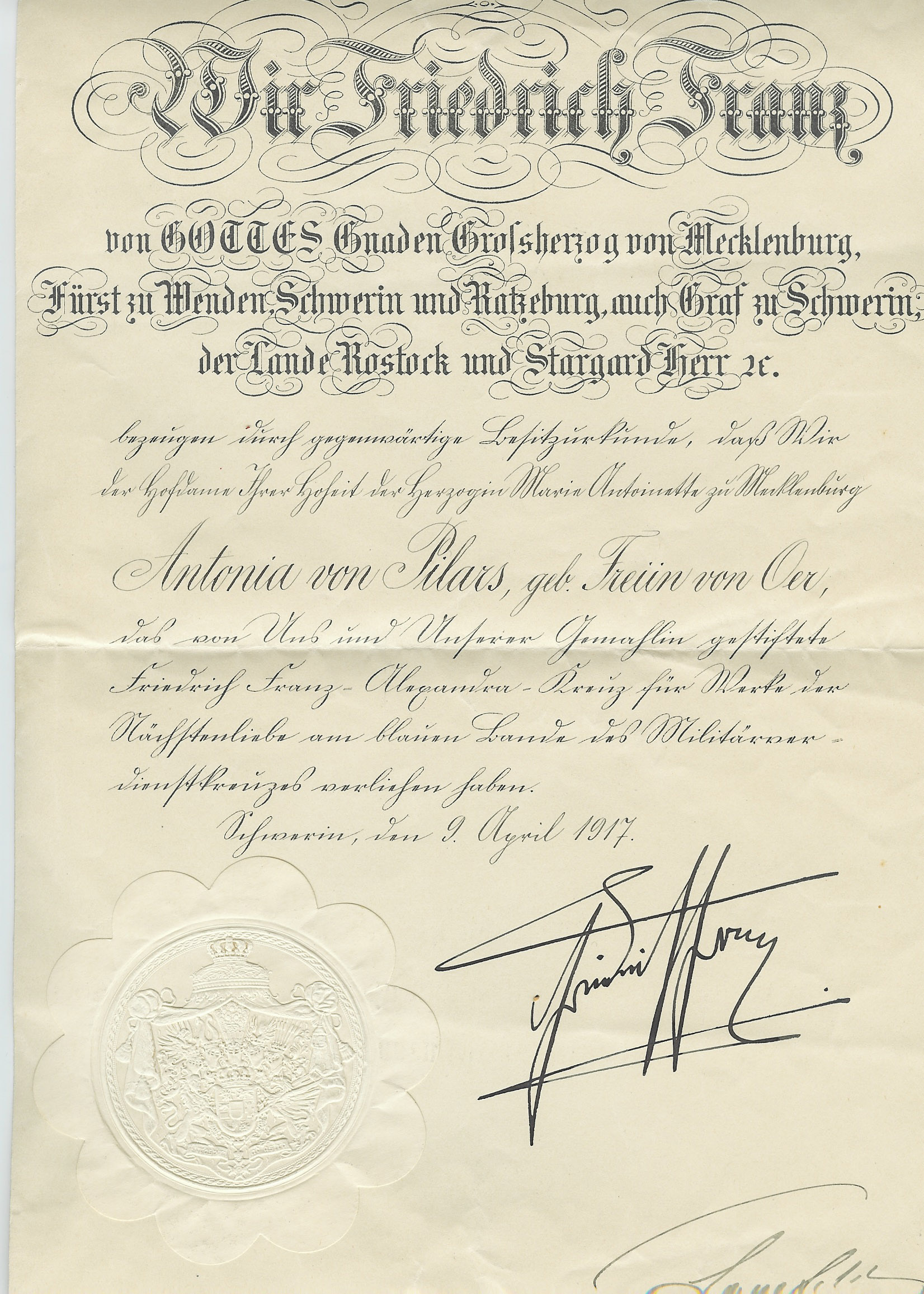
Urkunde von 1917
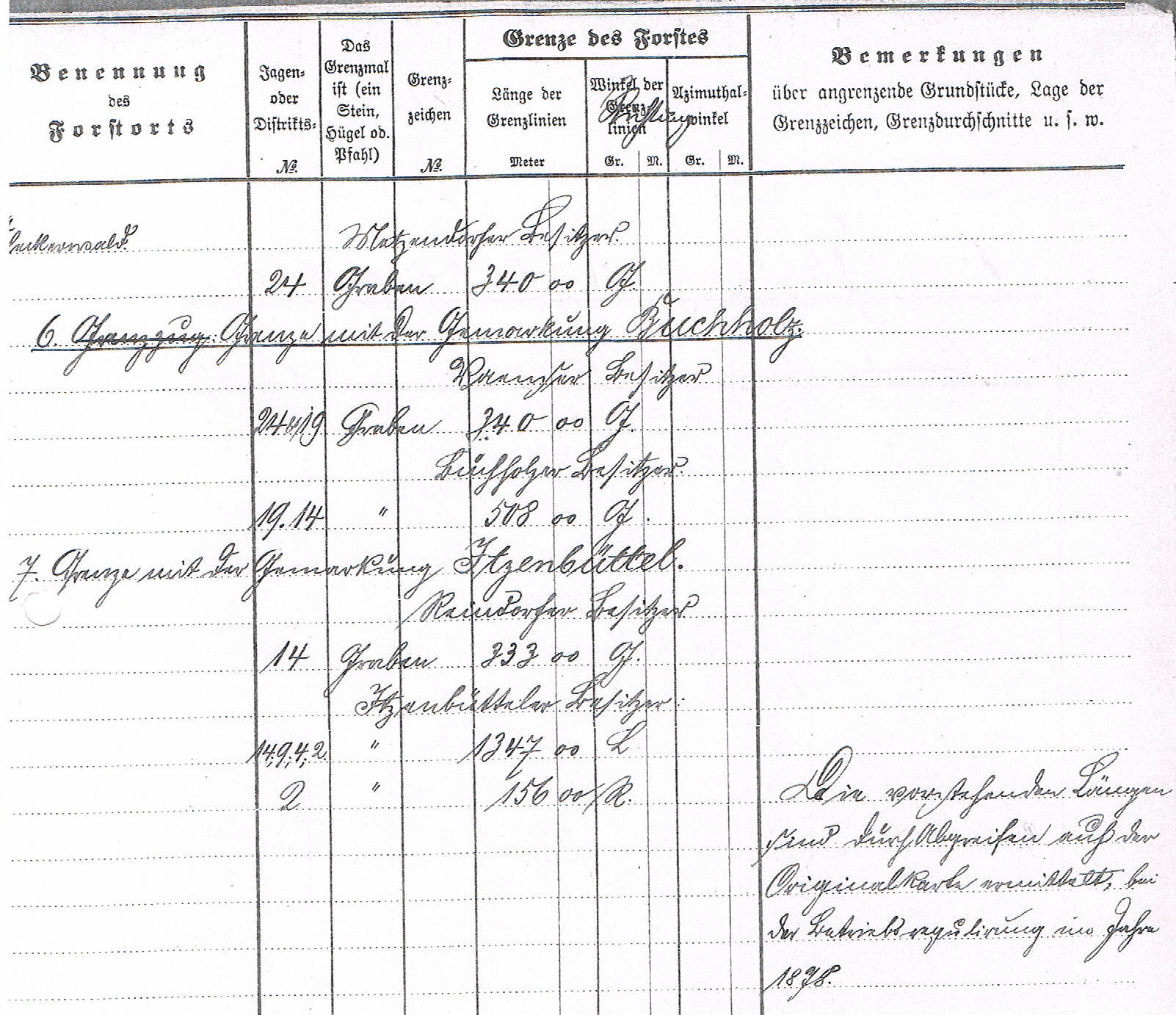
Blatt aus einem Grenzprotokoll, spätes 19. Jahrhundert, nahe Buchholz (Nordheide)

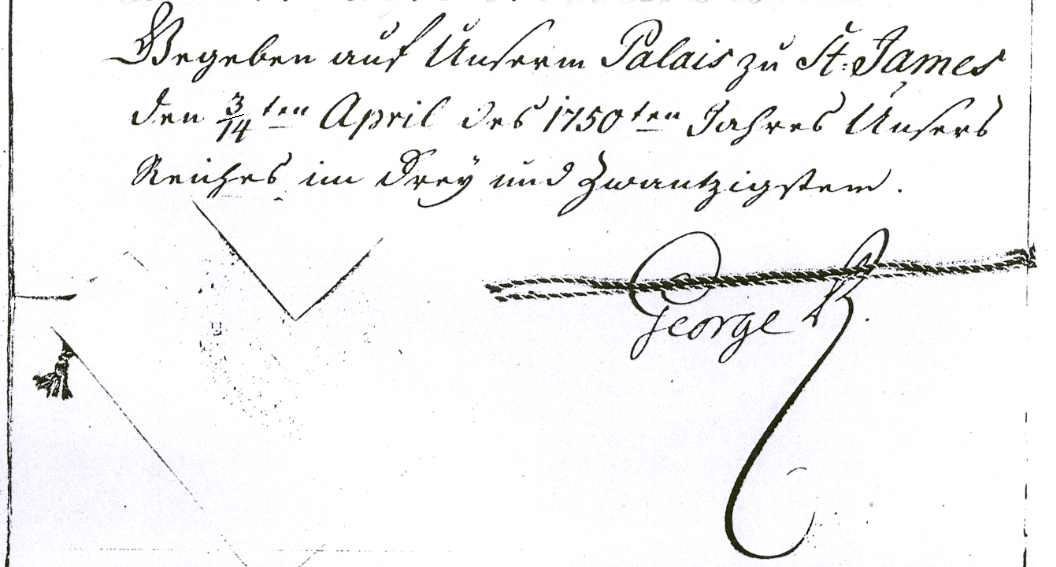
Schlusssatz eines Vergleichs aus dem Jahre 1750; enthält sowohl Kurrent- als auch Lateinschrift (doppelte Datumsangabe nach julianischem und gregorianischem Kalender)
Schriftbeispiel aus einem Schulheft, 1910
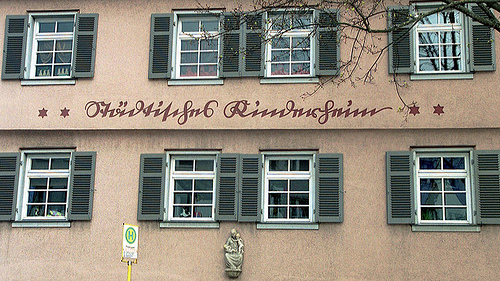
Städtisches Kinderheim in Esslingen am Neckar (Aufnahme 2006)
Buchtitel von ca. 1920: Huckleberry Finns Fahrten und Abenteuer von Mark Twain